# Estriolo
L' estriolo (chiamato anche E3) è uno dei vari estrogeni coniugati che vengono utilizzati contro i sintomi della menopausa.
Considerato un estrogeno debole rispetto estradiolo e l'etinilestradiolo, è un estrogeno naturale, metabolita terminale dell'estradiolo ed è uno dei tre estrogeni naturali prodotti dall'organismo.
L'estriolo è prodotto in quantità durante la gravidanza dalla placenta a partire dal 16-idrossideidroepiandrosterone-solfato (DHEAS 16-OH), che è uno steroide di tipo androgenico prodotto dal fegato fetale e dalle ghiandole surrenali.
In Italia è commercializzato dal 2000 della Organon Italia S.p.A. con il nome Ovestin.

## Meccanismo d'azione
L'estriolo agisce legandosi ad uno specifico complesso «recettore-estrogeno» nel citoplasma cellulare, questa è la prima tappa cellulare dell'effetto estrogenico mediato dal genoma cellulare.
Il complesso recettore-ormone legandosi su particolari zone del DNA dereprime lo stesso inducendo una sintesi proteica orientata alla produzione di proteine varie che rappresentano l'effetto biologico della stimolazione ormonale.
Il tempo di legame che il complesso «recettore-estrogeno» ha con il genoma del nucleo cellulare determina la durata della risposta biologica degli estrogeni.
Poiché il legame dell'estriolo con in complesso recettoriale non è molto stabile, questo si dissocia rapidamente, determinando una minore stimolazione sul genoma cellulare. Per questo motivo gli effetti biologici sono meno marcati rispetto estrogeni quali: estradiolo (E2) e l'etinilestradiolo.
L'azione biologica dell'estriolo è quindi di breve durata, cosa che riduce gli eventi avversi di natura ormonale.

## Indicazioni
Il principio attivo secondo l'RCP ha le seguenti indicazioni approvate:
- disturbi della menopausa e della post-menopausa
- fenomeni involutivi ed infiammatori dei genitali da carenza di estrogeni
- dismenorrea
- sterilità
- preventivo della montata lattea
- come altri estrogeni trova indicazione nella terapia palliativa della displasia prostatica.

### Off-label
Nelle donne in gravidanza l'estriolo riduce i sintomi della sclerosi multipla.
Un altro possibile impiego è il trattamento dell'acne femminile.

## Rischi
Esistono rischi per la donna che assume tali farmaci di manifestazioni pericolose come il carcinoma mammario e la tromboembolia venosa.

## Controindicazioni
Da evitare in caso di gravidanza e allattamento e in caso di tumore estrogeno dipendente. In caso di grave disturbo della funzionalità epatica, enzimopatie, ittero gravidico idiopatico, mastopatia, endometriosi, utero miomatoso, emorragia genitale non identificata, anemia a cellule falciformi, porfiria, tromboflebiti e disturbi tromboembolici (anche pregressi), iperlipoproteinemia.

## Effetti indesiderati
Vomito, cefalea, depressione, pancreatite, vertigini, nausea, diarrea, alterazioni della libido. Da notare che in seguito a lunghe terapie, una volta terminata la somministrazione del farmaco, possono manifestarsi sanguinamenti vaginali (spotting).

## Dosaggi
- Prevenzione dei sintomi collegati alla menopausa, 0,5-3 mg al giorno